# ЕР25
ЕР25 (Електропоїзд Ризький, 25-й тип) — серія електропоїздів змінного струму, що випускалися на Ризькому вагонобудівному заводі для залізниць Болгарії. Заводське позначення — 62-209.

## Історія
Виробляли електропоїзд в 1970-1980-х роках для Болгарських державних залізниць (болг. Български държавни железници, Болгарські державні залізниці). Згідно з правил БДЖ в Болгарії отримав серію БДЖ 32 (серійне позначення 32.xxx, де ххх — номер вагона). Побудований на базі наявних (на той час) електропоїздів ЕР9 і ЕР2.

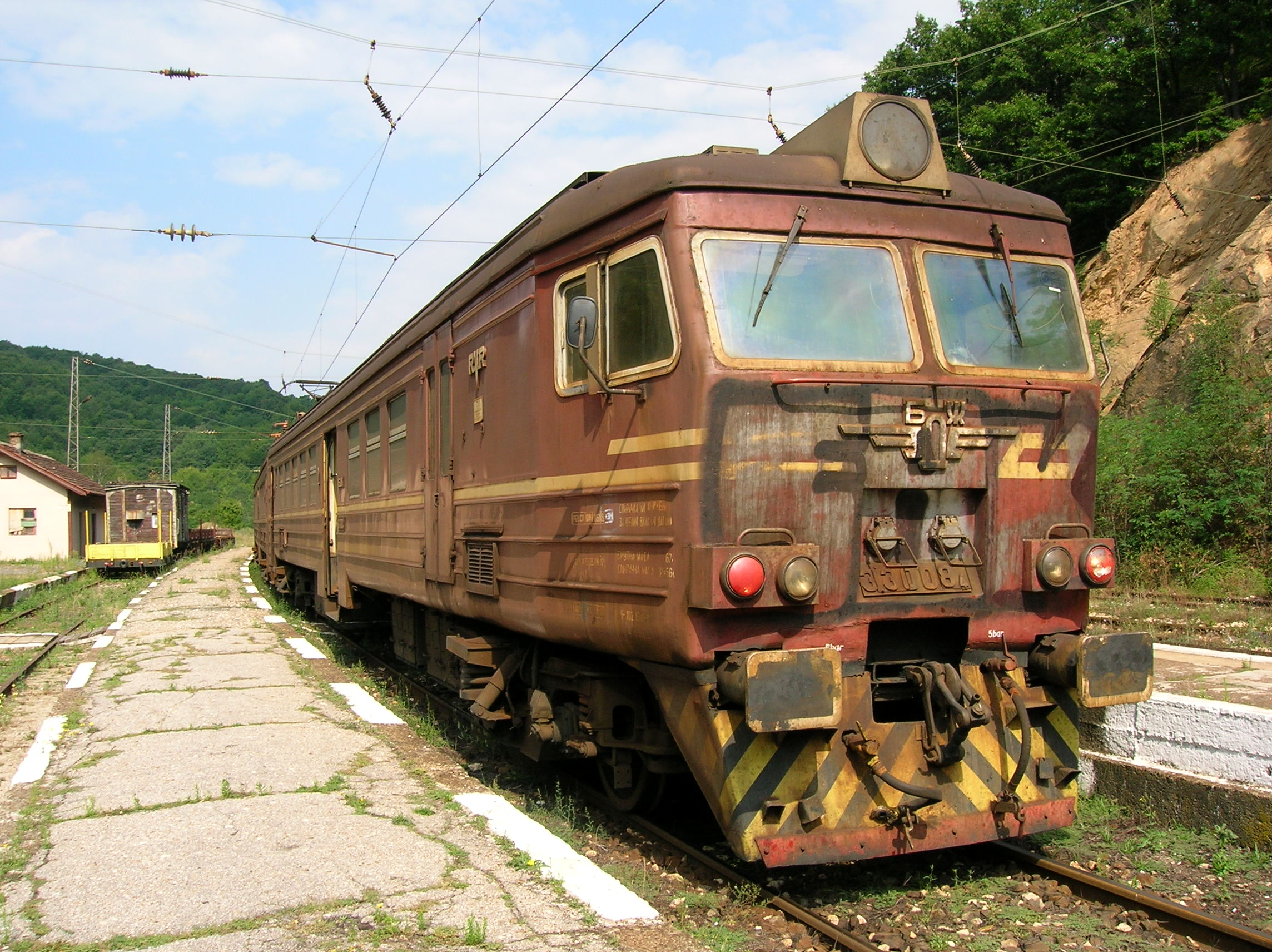
Електропоїзд ЕРЗЗ (БДЖ 33).
Вид на вагон 33.008

Крім європейської колії (1435 мм) має деякі відмінності від радянських аналогів, зокрема в компонуванні головних вагонів (додано багажне відділення за кабіною машиніста), а також кількістю дверей у вагонах і інтер'єром. Змінам піддалися також ударно-тягові прилади, наприклад наявність буферів і гвинтового зчеплення. Щоправда був збережений серійний радянський автозчеп СА-3, однак з боку кабін машиністів на головних вагонах було присутнє гвинтове зчеплення.
З 1988 року по 1991 рік виробляли та постачали поліпшену версію цього електропоїзда, серійно цю серію позначували за правилами БДЖ як БДЖ 33 (33.xxx).

## Характеристики
Електропоїзди серії 32.xxx використовують стандартну для Болгарських залізниць напругу змінного струму 25 кВ при частоті 50 Гц. Склад обладнаний чотирьохполюсними тяговими двигунами пульсуючого струму, з послідовним збудженням і власною системою охолодження і вентиляції. Номінальна потужність двигунів — 210 кВт, номінальна напруга струму — 825 В. Максимальні обороти — 2080 об/хв, маса — 2000 кг. Ступінь обмеження збудження тягового струму — 45 %. Акумуляторна батарея типу 90КН-125, кадмій-нікелева, ємністю в 125 А/год, напругою 110 В. Є обладнання для роботи за системою багатьох одиниць (СБО). Конструкційна швидкість — 130 км/год. У 2002 році, у зв'язку зі зношеністю парку поїздів серії, була обмежена до 110 км/год. Прискорення від 0 до 80 км/год — 30 секунд.
Зазвичай поїзд складається з чотирьох вагонів — двох головних і двох причіпних. У деяких випадках два електропоїзди можуть бути зчеплені. Найчастіше ці поїзди використовуються на маршрутах малої і середньої протяжності з багатьма зупинками. Це так звані в Болгарії «пасажирські поїзди» (болг. пътнически влак) на відміну від «швидкого» (болг. Б'рз Влако) і «експреса» (болг. бърз влак). Основна відмінність цих типів поїздів у середньій швидкості руху і кількості зупинок, а також в ціні квитка.
Приблизно з 2005 року поступово замінюються на електропоїзди серії Desiro марки Siemens.